# Tony Rolt

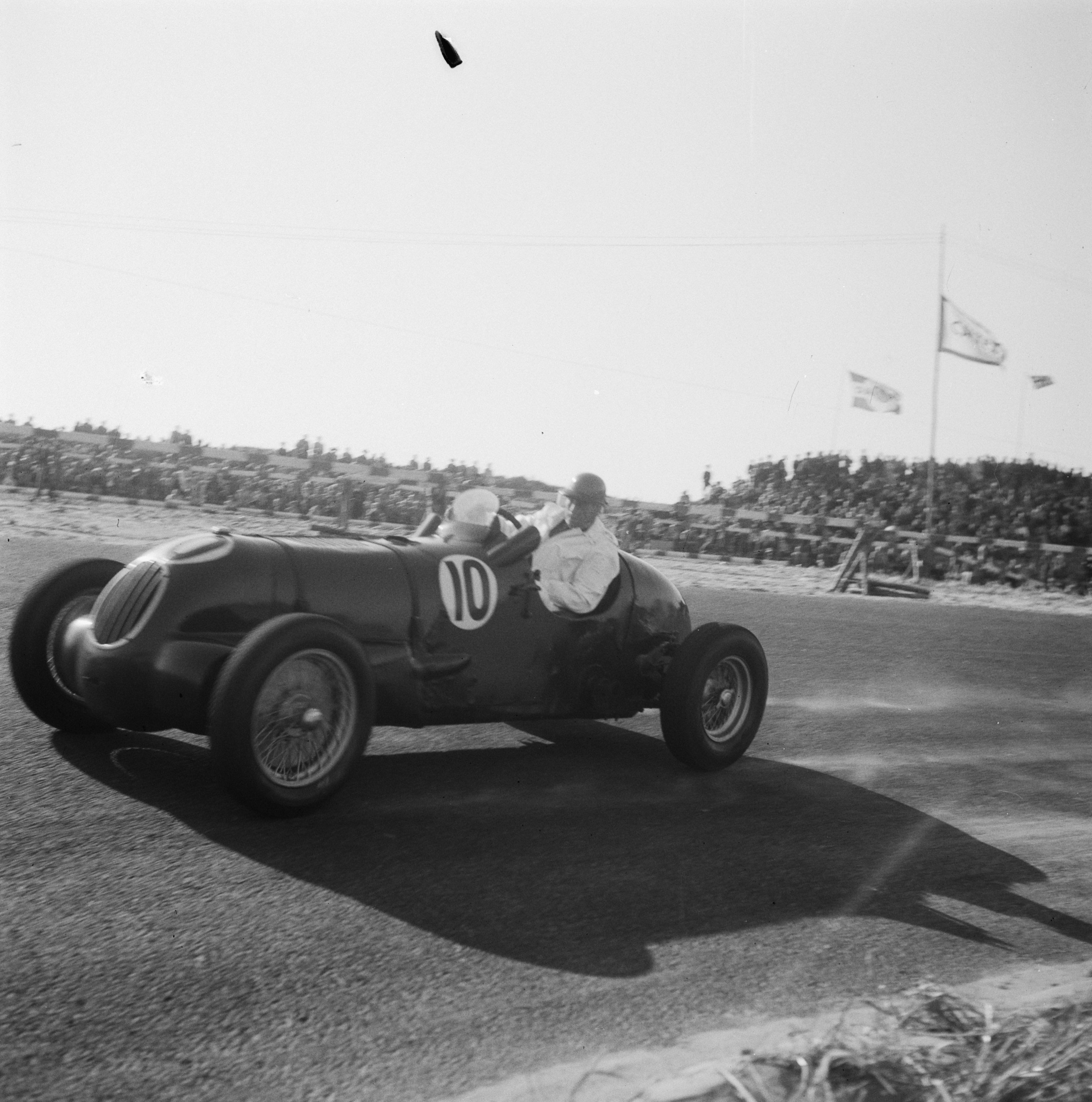
Tony Rolt in 1948

Anthony Peter Roylance Rolt, MC & Bar, (Bordon (Hampshire), 16 oktober 1918 - 6 februari 2008) was een Brits Formule 1-coureur. Hij nam deel aan drie Formule 1-races, maar scoorde geen punten.

## Carrière
In 1953 won hij, samen met Duncan Hamilton, de 24 uur van Le Mans sports car race, in een Jaguar C-Type.
Tot zijn overlijden in 2008 was hij de laatste nog levende coureur die aan de allereerste Grand Prix Formule 1 had deelgenomen, de Grand Prix Formule 1 van Groot-Brittannië 1950 op Silverstone.